# Euchrysops enidus
Euchrysops enidus är en fjärilsart som beskrevs av Waterhouse och Charles Lyell 1914. Euchrysops enidus ingår i släktet Euchrysops och familjen juvelvingar. Inga underarter finns listade i Catalogue of Life.